# Plectrocnemia limosa
Plectrocnemia limosa là một loài Trichoptera trong họ Polycentropodidae. Chúng phân bố ở miền Cổ bắc.